# Rhytidophyllum
Rhytidophyllum es un género con 36 especies de plantas herbáceas perteneciente a la familia Gesneriaceae. Es originario de América.

## Descripción
Son arbustos, generalmente de un solo tallo. Las hojas son alternas, sobre todo en un mechón sobre el ápice del tallo; pecioladas, a veces con estípulas -como " auriculas " en la base; la lámina lanceolada. La inflorescencias axilar en cimas con un largo pedúnculo, contiene de varias a muchas flores. Flores más bien con un corto tubo floral, oblicuamente campanulado, con boca ancha: El fruto es una cápsula seca, bivalva. El número de cromosomas : 2n = 28.

## Distribución y hábitat
Se distribuyen por la región del Caribe.

## Etimología
El nombre del género deriva de las palabras griegas ρυτις, ρυτιδος , rhytis, rhytidos = arrugas , y φυλλον , phyllon = hoja; aludiendo a las hojas arrugadas y con ampollas. 